# Axel Balkausky

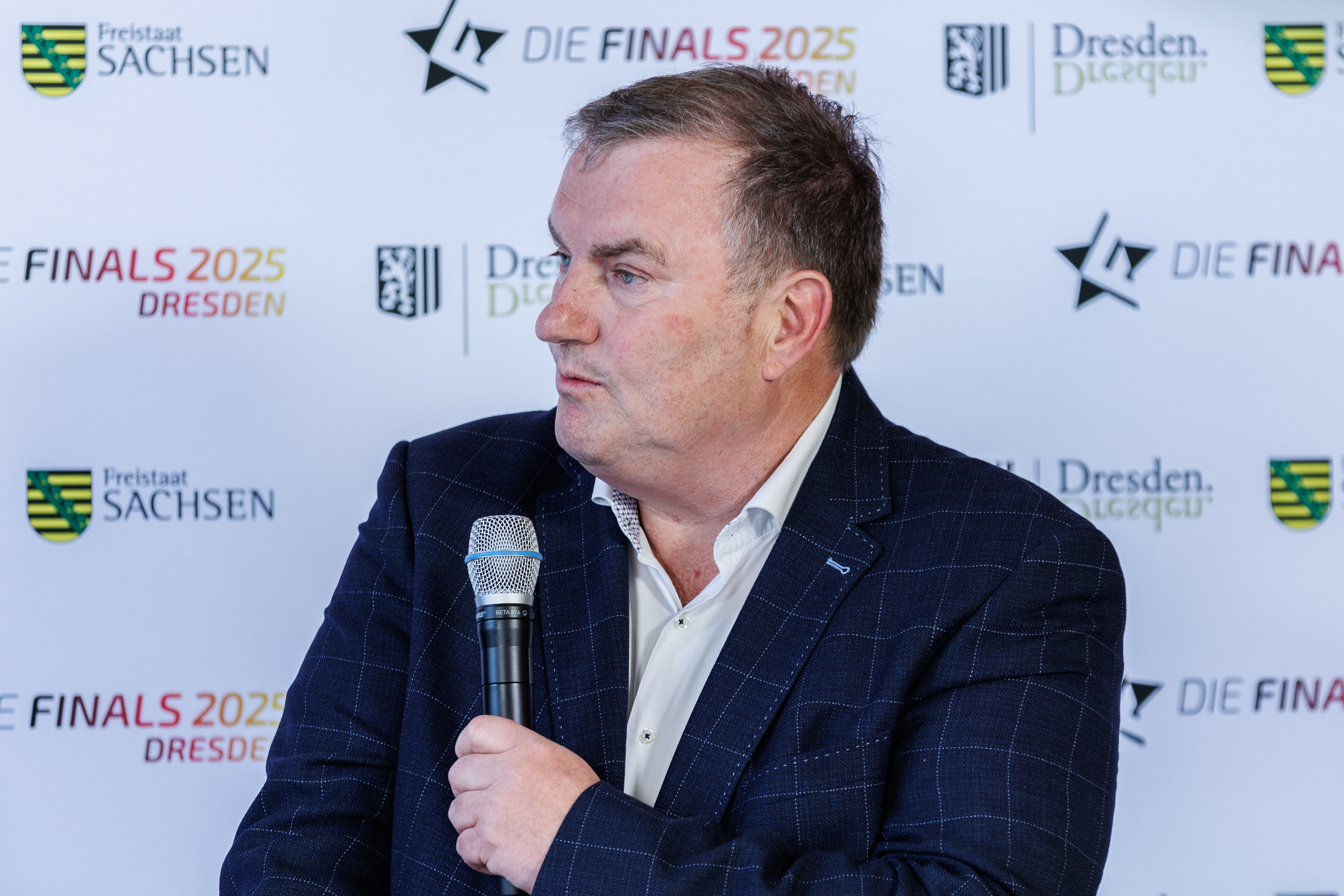
Balkausky (2025)

Axel Balkausky (* 26. Februar 1962 in Bremen) ist ein deutscher Sportjournalist und Fernsehredakteur.

## Leben und Wirken
Axel Balkausky studierte von 1981 bis 1983 Publizistik, Politik und Geschichte an der Westfälischen Wilhelms-Universität in Münster. Danach studierte er in Berlin von 1983 bis 1986 Rechtswissenschaften und von 1986 bis 1989 Gesellschafts- und Wirtschaftskommunikation. 1987 bis 1988 war Balkausky als freier Mitarbeiter bei der Sportredaktion des Weser-Kuriers und 1988 bei Radio Bremen tätig. Im selben Jahr ging er zum privaten Fernsehsender Sat.1, wo er bis 1993 zunächst als Redakteur in der Sportredaktion arbeitete. Danach war Axel Balkausky bei Sat.1 ab 1994 Chef vom Dienst News, Chef vom Dienst Fußball und ab 1998 Leiter der Fußballredaktion. Im Jahr 2000 wechselte Balkausky als Leiter Fußball zu Sport1 (zuvor DSF) und wurde 2001 Redaktionschef Fußball/Motorsport. Im Dezember 2002 übertrug ihm Sport1 die Chefredaktion des Senders. Ab Januar 2007 war Balkausky Leiter des Programmbereichs Sport im NDR als Nachfolger Gerhard Dellings und wurde dort im November 2009 von Gerd Gottlob beerbt. Seitdem ist Balkausky als hauptamtlicher ARD-Sportkoordinator in München tätig.